# 水口町綾野
水口町綾野（みなくちちょうあやの）は、滋賀県甲賀市にある地名。

## 地理
甲賀市水口町の中央に位置し、東は水口町八坂、南は水口町城東、西は水口町日電、北は水口町本綾野に接する。東西に滋賀県道549号大野名坂線（旧国道1号線）が通じる。

## 歴史
もともと水口石橋（水口町本町）以西の地名は広く「美濃部」で、徳川家康に仕え江戸時代には旗本ともなる美濃部氏の本拠であった。綾野は美濃部郷と柏木郷の境に広がる原野であり、江戸時代の水口八景に「綾野の新雁」・「綾野の草花」と選ばれている。第二次世界大戦後の旧国道1号の開通を契機とした商業地域の立地、綾野小学校の開校による学区独立を期として、綾野は地域名称と使われるようになった。

## 世帯数と人口
2019年（令和元年）9月30日現在の世帯数と人口は以下の通りである。
| 町丁       | 世帯数 | 人口  |
| ---------- | ------ | ----- |
| 水口町綾野 | 73世帯 | 169人 |

## 学区
市立小・中学校に通う場合、学区は以下の通りとなる。
| 番・番地等 | 小学校             | 中学校             |
| ---------- | ------------------ | ------------------ |
| 全域       | 甲賀市立綾野小学校 | 甲賀市立水口中学校 |

## 交通
- 滋賀県道549号大野名坂線

## 施設
- 甲賀市立綾野小学校
- 綾野天満宮 - 綾野神社。901年（延喜元年）菅原道真の第5子菅原淳茂が美濃部（水口）の荘園に寄寓の時、道真公の木造を彫って祀ったのがはじまりと伝わる。その末裔と称する土豪美濃部氏の氏神として信仰される[8]。以前は現在の藤栄神社（水口町梅が丘）境内にあって、美濃部宮、美濃部天満宮と呼ばれた[9]。1632年（寛永9年）以来、江戸幕府は水口城の鎮護社にした。城内にあり参詣に不便なため、1746年（延享3年）に現在地に遷座。本殿の鬼瓦には「菊鉞」の紋があり、日本中の天満宮のうち、菊鉞の紋があるのは大阪天満宮と綾野天満宮のみである。

## その他

### 日本郵便
- 郵便番号 : 528-0033[3]（集配局：水口郵便局[10]）